# 복호적아
복호적아(攴胡赤兒, ? ~ ?)는 중국 후한 말의 무장이다.

## 생애
우보(牛輔)를 섬겼다.
192년, 동탁(董卓)이 왕윤(王允)에게 죽자, 동탁의 복수를 하기 위해 이각(李傕), 곽사(郭汜) 등과 함께 장안(長安)을 공격하였다. 이때 복호적아는 주인인 우보와 함께 이숙(李肅)을 격파하였다.
하지만 그날 밤에 진중에서 반란이 일어난 것이라 착각하였던 우보가 도주하자 복호적아는 우보를 죽인다.

## 《삼국지연의》 속 복호적아
호적아(胡赤兒)로 등장한다.
192년, 왕윤(王允)과 여포(呂布)가 동탁을 죽이자 이각, 곽사(郭汜) 등은 항복할 의사를 보였으나 거절당한다.
이에 그들은 장안(長安)을 침공했으나 패배하여 우보와 함께 재물을 가지고 도망친다. 이 때 그의 주인 우보를 죽이고 여포에게 투항한다. 하지만 여포는 호적아를 처형시킨다.